# Ustilago grandis
Ustilago grandis är en svampart som beskrevs av Fr. 1832. Ustilago grandis ingår i släktet Ustilago och familjen Ustilaginaceae.   Inga underarter finns listade i Catalogue of Life.